# كين بلوك (سياسي)
كين بلوك (بالإنجليزية: Ken Block)‏ هو مهندس وسياسي أمريكي، ولد في 11 أكتوبر 1965 في ميلفورد في الولايات المتحدة. حزبياً، نشط في Moderate Party of Rhode Island ‏.

## وصلات خارجية
- الموقع الرسمي